# Игуманија Евпраксија (Гајић)
Евпраксија (световно Љубица Гајић; Ратковић код Рековца, 13. јул 1932 — Манастир Вратна, 11. септембар 1998) била је православна монахиња и игуманија Манастира Вратне.

## Биографија
Игуманија Евпраксија (Гајић) рођена је 13. јула 1932. године у селу Ратковић код Рековца, од благочестивих родитеља. На крштењу је добила име Љубица.
Завршила је основну школу у Ратковићу, 1943. године. Свој монашки пут започиње у Манастиру Каленић код Опарића, 1954. године као искушеница код тадашње игуманије Евпраксије (Драгин), замонашена је у расу 15. јула 1957. године у Каленићу, од стране епископа шумадијскога господина Валеријана (Стефановића), добивши име Зиновија.
Примила је чин мале схиме 3. децембра 1967. године у Манастиру Миљково код Гложана, од стране игумана Васијана (Мишића), и тада је добила друго монашко име Евпраксија. Благословом надлежног епископа браничевскога господина Хризостома (Војиновића), прешла је 1972. године у Епархију тимочку.
Одлуком епископа тимочкога господина Методија (Муждеке), 3. марта 1975. године постављена је за игуманију Манастира Вратне код Неготина. Упокојила се у Господу 11. септембра 1998. године у Манастиру Вратни, сахрањена је 13. септембра у порти манастира.